# Tango 12

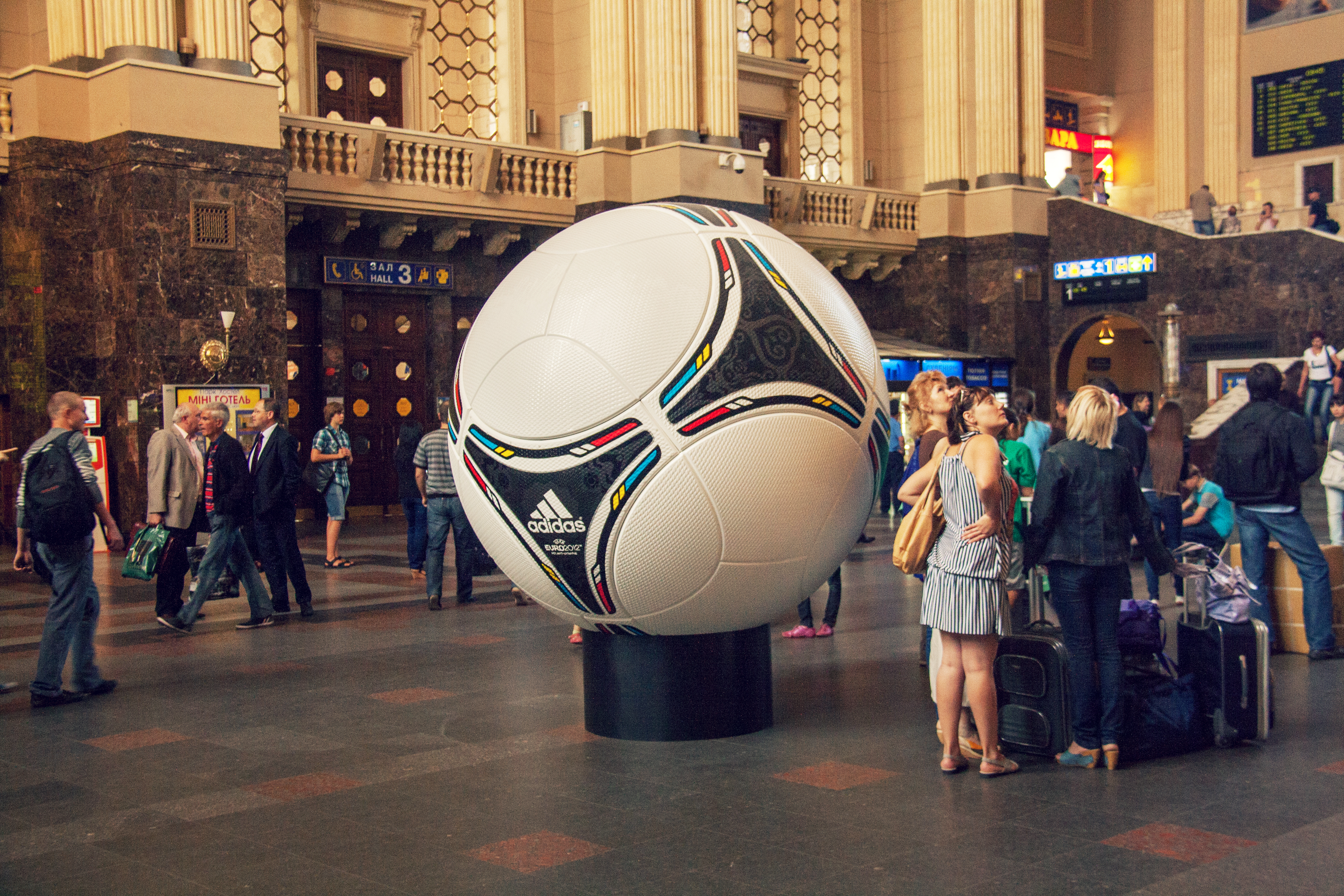
Überdimensionaler Tango 12 in Kiew

Der Tango 12 war der offizielle Spielball der Fußball-Europameisterschaft 2012 in Polen und der Ukraine, der von der Firma Adidas hergestellt wird. Der Ball wurde bei der Gruppenauslosung am 2. Dezember 2011 in Kiew offiziell vorgestellt.

## Entwicklung
Vorausgegangen waren zwei Jahre Entwicklungsarbeit und Tests unter verschiedensten Bedingungen sowie unter Einbeziehung mehrerer Profi- und Amateurmannschaften. So nahmen unter anderem der FC Bayern München, Real Madrid, FC Chelsea, Ajax Amsterdam, AC Mailand, Legia Warschau, Seattle Sounders FC und der FC Ingolstadt 04 an den Tests teil. Der Ball wurde auf Naturrasen, Kunstrasen und Tennenplatz bei Sonnenschein, Regen und Schnee sowie bei Außentemperaturen zwischen −10 und +35 °C getestet.

## Technische Daten
Wie schon der Spielball der Weltmeisterschaft 2010 in Südafrika, der Jabulani, so besteht auch der Tango 12 aus thermisch verklebten sogenannten 3D-Panels. Der Ball besteht zu 70 Prozent aus Polyurethan und 30 Prozent Kunstleder.
Der Hersteller gibt das Gewicht des Balls mit 432 Gramm an. Der Umfang beträgt Adidas zufolge 68,9 Zentimeter, die Sprunghöhe (d. h. bei einem Fall aus 2 m Höhe auf ideal harten Boden) liegt bei 142 Zentimetern. Auch in Sachen Rundheit, Luftdruckverlust und Wasseraufnahme entspricht der Tango 12 den Vorgaben der FIFA.

## Design
Bei der Optik des Balls orientierte man sich am klassischen Design des Tangos, der erstmals bei der Fußball-Weltmeisterschaft 1978 in Argentinien verwendet wurde. Die Tango-typischen schwarzen Flächen werden beim Tango 12 von bunten Linien in den Farben der EM-Gastgebernationen Polen und Ukraine umrandet.